# Warburg Pincus
Warburg Pincus LLC é uma empresa global de private equity, sediada em Nova Iorque, com escritórios nos Estados Unidos, Europa, Brasil, China, Sudeste Asiático e Índia. Warburg é uma investidora de private equity desde 1966. A empresa tem atualmente mais de oitenta bilhões de dólares em ativos sob gestão e investe em uma variedade de setores, incluindo varejo, manufatura industrial, energia, serviços financeiros, saúde, tecnologia, mídia e imóveis. Warburg Pincus é uma investidora de crescimento. Warburg Pincus levantou 21 fundos de private equity que investiram mais de cem bilhões de dólares em mais de mil empresas em quarenta países.
Warburg Pincus investiu nos setores de tecnologia da informação e comunicação, incluindo investimentos na Avaya, Bharti Tele-Ventures, Harbour Networks, NeuStar, PayScale, e Telcordia.